# Feylinia boulengeri
Espèce
Synonymes
- Chabanaudia boulengeri (Chabanaud, 1917)

Feylinia boulengeri est une espèce de sauriens de la famille des Scincidae.

## Répartition
Cette espèce est endémique du Gabon.

## Description
Cette espèce est apode.
L'holotype mesure 82,0 mm de longueur totale dont 21,0 mm pour la queue.

## Taxinomie
De 1943 à 1983, cette espèce a été placée dans le genre monotypique Chabanaudia, qui était nommé en l'honneur de Paul Chabanaud.

## Étymologie
Cette espèce est nommée en l'honneur de George Albert Boulenger.

## Publication originale
- Chabanaud, 1917 : Descriptions de trois espèces nouvelles de Reptiles de l'Afrique. Bulletin du Muséum national d'histoire naturelle, vol. 23, p. 219-225 (texte intégral).